# Copaxa chapata
Copaxa chapata är en fjärilsart som beskrevs av John Obadiah Westwood 1853. Copaxa chapata ingår i släktet Copaxa och familjen påfågelsspinnare. Inga underarter finns listade i Catalogue of Life.